# Drogheda United F.C.
Drogheda United Football Club (irl. Cumann Peile Dhroichead Átha Aontaithe) – irlandzki klub sportowy z siedzibą w mieście Drogheda. Gra w rozgrywkach League of Ireland Premier Division. W 2015 roku klub zajął ostatnie 12.miejsce w Premier Division i spadł do drugiej ligi (First Division).

## Europejskie puchary
Legenda do wszystkich tabel:
- Q – runda eliminacyjna, 1/16, 1/8, 1/4, 1/2 – odpowiednia faza rozgrywek, Grupa – runda grupowa, 1r gr – pierwsza runda grupowa, 2r gr – druga runda grupowa, F – finał, R – runda, PO – play-off
- k. – rzuty karne, los. – losowanie, Dogr. – dogrywka, w. – zasada bramek strzelonych na wyjeździe

| Sezon   | Rozgrywki     | Runda | Klub              | Dom | Wyjazd | Ogólnie       |
| ------- | ------------- | ----- | ----------------- | --- | ------ | ------------- |
| 1983/84 | Puchar UEFA   | 1R    | Tottenham Hotspur | 0–6 | 0–8    | 0–14          |
| 2006/07 | Puchar UEFA   | 1Q    | HJK Helsinki      | 3–1 | 1–1    | 4–2, Dogr.    |
| 2006/07 | Puchar UEFA   | 2Q    | IK Start          | 1–0 | 0–1    | 1–1, k: 10–11 |
| 2007/08 | Puchar UEFA   | 1Q    | AC Libertas       | 3–0 | 1–1    | 4–1           |
| 2007/08 | Puchar UEFA   | 2Q    | Helsingborgs IF   | 1–1 | 0–3    | 1–4           |
| 2008/09 | Liga Mistrzów | 1Q    | Levadia Tallinn   | 2–1 | 1–0    | 3–1           |
| 2008/09 | Liga Mistrzów | 2Q    | Dynamo Kijów      | 1–2 | 2–2    | 3–4           |
| 2013/14 | Liga Europy   | 1Q    | Malmö FF          | 0–0 | 0–2    | 0–2           |